# ベストリザーブ
株式会社ベストリザーブ（英: BestReserve Co.,Ltd.）は、東京都品川区に本社を置く日本の企業。

## 概要
インターネットホテル予約サイト「ベストリザーブ・宿ぷらざ」、ホテル向けマーケティングツール「プライスコンシェルジュ」を運営している。

## 沿革
- 2000年4月7日 - 旅の窓口（現 楽天トラベル）が日立造船情報システムから分離する際の運営メンバーがスピンアウトして設立。
- 2000年9月 - 空室集中管理システム｢ベストストリーム※｣開始。※宿泊施設の基本情報、価格情報、空室情報などを他社メディアへ提供するシステム。
- 2003年9月 - 業界初!最安値保証で販売するシティホテル商品｢パワーホテル｣の取扱開始。
- 2004年10月 - 宿泊予約サイト専門の検索エンジンを運営するモノリスを買収し、ベストリザーブの直営とする。
- 2007年12月14日 - 親会社が、株式会社ライブドアホールディングス（現・LDH）からe-まちタウン株式会社へ。
- 2008年4月 - ホテル業界向け最適販売価格決定支援の新サービスとして収益向上支援サービス『プライスコンシェルジュ』提供開始。
- 2011年12月1日 - ホテル予約サイト「ベストリザーブ」を日本旅行の運営する「宿ぷらざ」と統合し、「ベストリザーブ・宿ぷらざ」としてリニューアルオープン。
- 2012年5月1日 - 株式会社シェアリー（後の楽天クーポン株式会社）により完全子会社化[1]。
- 2017年11月 - 楽天が楽天クーポン株式会社をEPARKへ売却。楽天クーポン株式会社は株式会社EPARKマーケティングに社名を変更。
- 2019年1月 - 株式会社EPARKマーケティングのうちベストリザーブ事業をEPARKが譲受し、EPARKのサービスの一部として「EPARKトラベル」のサービスを開始。